# Fuente La Zarza
El parque periurbano de Fuente La Zarza es un parque periurbano de Andalucía que se localiza en el término municipal de Hinojosa del Duque, al norte de la provincia de Córdoba. Situado a una distancia de doce kilómetros del casco urbano, estando también muy cercano al municipio de Valsequillo.
El parque periurbano fue declarado el 16 de abril de 2000, protegiendo un área de 315 hectáreas. 

## Características
Fuente la Zarza acoge a una amplia presencia de todas las especies que conforman el bosque mediterráneo. Al encuadrarse en el sector occidental de la planicie de Los Pedroches, su relieve llano tiene como protagonista a la encina, adehesada por el hombre con siembras y pastizales. Es el único parque periurbano con este paisaje de toda la provincia y también el espacio natural protegido situado más al norte de Andalucía, casi en el límite con Extremadura.